# Aage Samuelsen
Aage Kristian Samuelsen, född 1915 i Skien, Telemark, Norge och död samma ort 1987, var en norsk evangelist, predikant, sångare och kompositör. Han skrev över 300 sånger, varav flera av dem sålde så bra att han fick både guld- och silverskivor, och även en platina.
Som nyfrälst gick Aage Samuelsen 1944 med i pingstförsamlingen Tabernaklet i Skien. Han blev medlem av äldsterådet och gjorde sig snart känd som en personlig, direkt och humoristisk förkunnare, som ägnade sig åt mycken förbön för sjuka.
Samuelsens okonventionella stil ådrog honom kritik och då församlingsledningen försökte lägga band på honom så lämnade han församlingen 1957 och bildade den nya församlingen Maran Ata, som snabbt fick avläggare runt om i Norge.

## Diskografi (urval)
Album
- 1967 – Vi Møter Åge På Møte
- 1974 – Åge Samuelsen
- 1977 – På Møte Med "Broder Aage"
- 1979 – Det Er Vekkelsesluft Over Landet
- 1980 – Han Frelste Meg
- 1980 – Stem I En Sang
- 1981 – Jeg Synger Høyt Av Glede
- 1981 – Huset I Hallelujagaten
- 1981 – Ingen Er Som Deg Tahiti (med Exelcior)
- 1982 – Hva Kan Vel Jeg For Det?
- 1982 – Herrens Stridsmann
- 1983 – Hva Er Verden Uten Ham?
- 1983 – Den Tiden Glemmer Jeg Aldri...
- 1984 – Det Er Betalt
- 1985 – Aage 70 År I Jubel (Jiws med kör)